# 一虎一席谈
一虎一席谈（英语：Tiger Talk），是凤凰卫视的一档周播话题争论性栏目，主持人是胡一虎。节目选取每周在社会、文化等各方面发生的重大事件，焦点或热门话题，请来当事人或各界学者、专家、名人担任嘉宾参与讨论（此节目在北京录制）。

## 冠名
2006年，节目由双喜赞助，2007年由方正集团特约赞助播出，2009年到现在，節目由格力空调冠名贊助播出，定名為格力·一虎一席谈。2009年节目联同西安高新区赞助播出，2010年连同欧派家居赞助。

## 播出时间
节目现时的播出时间如下：
- 凤凰卫视中文台：香港时间周六20:00-21:00首播，周日01:00-02:00、13:00-14:00重播。
- 凤凰卫视欧洲台：格林威治时间周日11:40-12:40、22:35-23:35、周一8:20-9:20。
- 凤凰卫视美洲台：美国西岸时间周六15:00-16:00、周日12:30-13:30、周一20:00-21:00。
- 凤凰卫视澳洲版：悉尼时间周日20:40-21:40、周一7:35-8:35、17:20-18:20。

## 节目现场布置
节目现场的底下为嘉宾席，这些嘉宾可以当事人或各界学者、专家、名人，而观众席则是需要通过报名参与，每位观众则举有支持/反对的牌子，用于支持或反对事件的后续。

## 部分讨论话题
- 2008-10-25：金融危机中国影响
- 2008-11-15：新一轮圈地运动？
- 2008-11-22：陈水扁牢中度余生
- 2008-12-06：燃油税的征收
- 2008-12-13：静与华硕之争
- 2008-12-20：十年刑期治贪官么
- 2009-02-28：如何看待大陆马彩
- 2009-03-07：五一长假要恢复么
- 2009-03-28：如何面对南海争端
- 2009-05-09：繁体字该不该恢复
- 2009-06-13：奥数班该取消么
- 2009-07-11：社交网是不是毒品
- 2009-12-12：足球抓赌能走多远
- 2010-07-03：如何拯救中国足球
- 2011-02-05：《三字经》有删节？
- 2011-05-07：吴英该不该判死刑
- 2011-11-26：电信联通是否垄断
- 2012-03-24：钓鱼岛会战争吗
- 2012-06-23：钓鱼岛争端是否到达临界点
- 2013-01-05：2013年中日钓鱼岛是否必有一战
- 2013-05-25：死刑能否有效遏制食品犯罪
- 2013-06-15：“棱镜门”事件会否引爆中美网络战
- 2013-08-10：洋奶粉还可信吗
- 2013-09-28、10-05：钓鱼岛争端升级一年，中日关系何去何从
- 2013-10-12：美国政府“关门”会否牵连中国
- 2013-12-28：内地女孩虐童案引发争议
- 2014-01-04：2014年中日是否必有一战？
- 2014-01-18：张艺谋该不该被罚748万
- 2014-02-15：东莞扫黄能否彻底“灭黄”
- 2014-04-05：克里米亚独立，美俄会否爆发新冷战？
- 2014-05-24：乌克兰总统大选，能否避免内战
- 2014-06-21：狗肉节是不是舌尖上的罪恶